# Fundusz Alimentacyjny
Fundusz Alimentacyjny – fundusz przeznaczony do zabezpieczania wypłacania alimentów, których płatnicy okazali się niewypłacalni lub uchylali się od ich płacenia.
W dniu 18 lipca 1974 r. Sejm uchwalił ustawę o funduszu alimentacyjnym. Fundusz Alimentacyjny powstał na początku 1975. Administratorem (dysponentem) funduszu był ZUS.
Na mocy ustawy o świadczeniach rodzinnych autorstwa Jolanty Banach (SDPL, wtedy w SLD), przyjętej przez Sejm IV kadencji III RP w dniu 28 listopada 2003, Fundusz Alimentacyjny został zlikwidowany i zastąpiony szeroko krytykowaną zaliczką alimentacyjną.
Reaktywacja Funduszu Alimentacyjnego w nieco zmienionej formie nastąpiła w październiku 2008 r. mocą ustawy z dnia 7 września 2007 r. o pomocy osobom uprawnionym do alimentów. Nowa ustawa uchyliła dotychczasową ustawę z 22 kwietnia 2005 r. o postępowaniu wobec dłużników alimentacyjnych oraz zaliczce alimentacyjnej (Dz.U. z 2005 r. nr 86, poz. 732).